# París-Roubaix 1996
La 94.ª París-Roubaix tuvo lugar el 14 de abril de 1996 y fue ganada por belga Johan Museeuw. La prueba contó con 262 kilómetros y el vencedor terminó en 6h 03' 00". Patrick Lefevere, el director del equipo Mapei-GB, eligió el orden de los tres corredores que debían cruzar la meta. Esta orden fue dictada por el administrador del equipo Giorgio Squinzi para evitar problemas entre sus ciclistas. 
Se debe de tener en cuenta que la carrera celebró su 100 aniversario desde la primera edición en 1896.

## Clasificación final
| Posición | Ciclista           | Equipo     | Tiempo     |
| -------- | ------------------ | ---------- | ---------- |
| 1.       | Johan Museeuw      | Mapei-GB   | 6h 03' 00" |
| 2.       | Gianluca Bortolami | Mapei-GB   | m.t        |
| 3.       | Andrea Tafi        | Mapei-GB   | m.t        |
| 4.       | Stefano Zanini     | Gewiss     | + 2' 00"   |
| 5.       | Franco Ballerini   | Mapei-GB   | + 5' 30"   |
| 6.       | Andrei Tchmil      | Lotto      | m.t        |
| 7.       | Brian Holm         | Telekom    | m.t        |
| 8.       | Viatcheslav Ekimov | Rabobank   | m.t        |
| 9.       | Francis Moreau     | Gan        | m.t.       |
| 10.      | Marco Milesi       | Brescialat | m.t.       |